# Ібрутиніб
Ібрутиніб (англ. Ibrutinib, лат. Ibrutinibum) — синтетичний лікарський препарат, який належить до групи інгібіторів протеїнтирозинкінази, який застосовується перорально. Ібрутиніб уперше синтезований у лабораторії компанії «Celera Genomics», та застосовується у клінічній практиці з 2013 року.

## Фармакологічні властивості
Ібрутиніб — синтетичний лікарський засіб, який належить до групи інгібіторів протеїнтирозинкінази. Механізм дії препарату полягає в інгібуванні ферменту тирозинкінази Брутона, яка грає важливу роль у підтриманні життєздатності клітин злоякісних пухлин. Унаслідок застосування препарату пригнічується проліферація та виживання злоякісних B-лімфоцитів, а також міграція та адгезія злоякісних клітин до їх субстратів. Унаслідок цього відбувається загибель злоякісних клітин, зменшення їх росту та зменшення розмірів злоякісних пухлин. Початково ібрутиніб застосовувався для лікування мантійноклітинної лімфоми, за рік FDA схвалила препарат для лікування хронічного лімфолейкозу, а з 2015 року препарат схвалений для лікування макроглобулінемії Вальденстрема. У проведених клінічних дослідженнях ібрутиніб у хворих мантійноклітинною лімфомою сприяє подовженню тривалості життя, у тому числі після рецидиву хвороби. Ібрутиніб також ефективний як доповнююча терапія до традиційних схем лікування хронічного лімфолейкозу. У США проводяться дослідження щодо застосування ібрутиніба при реакції трансплантат проти господаря.

### Фармакокінетика
Ібрутиніб добре та швидко всмоктується після перорального застосування, біодоступність препарату становить лише 2,9 % у зв'язку з ефектом першого проходження чере печінку. Максимальна концентрація препарату в крові досягається протягом 1—2 годин після прийому препарату. Ібрутиніб майже повністю (на 93,7 %) зв'язується з білками плазми крові. Препарат проходить через плацентарний бар'єр, даних за виділення в грудне молоко людини немає. Ібрутиніб метаболізується у печінці. Виводиться препарат переважно (на 80 %) із калом, частково із сечею у вигляді метаболітів. Період напіввиведення ібрутинібу становить 4—13 годин, цей час може незначно змінюватися у хворих із порушенням функції печінки.

## Покази до застосування
Ібрутиніб застосовують у дорослих хворих про мантійноклітинній лімфомі, хронічному лімфолейкозі, макроглобулінемії Вальденстрема, лімфомі маргінальної зони та реакції «трансплантат проти господаря».

## Побічна дія
При застосуванні ібрутинібу побічні ефекти спостерігаються рідше, ніж при застосуванні інших протипухлинних препаратів, зокрема темсиролімуса. Найчастішими побічними ефектами препарату є підвищення ризику кровотеч, фібриляція передсердь, збільшення частоти виникнення інфекцій, тромбоцитопенія, анемія, нейтропенія. Іншими частими побічними ефектами препарату є лейкоцитоз, лімфоцитоз, головний біль, нудота, блювання, діарея або запор, стоматит, шкірний висип, біль у суглобах або м'язах, гарячка, периферичні набряки. Рідше при застосуванні ібрутинібу спостерігається кропив'янка, еритема шкіри, підвищення рівня сечової кислоти в крові, інтерстиційні захворювання легень, запаморочення, периферична нейропатія, сухість у роті, синдром лізису пухлини, розвиток раку шкіри, печінкова недостатність.

## Протипокази
Ібрутиніб протипоказаний при підвищеній чутливості до препарату, важкому порушенні функції печінки або нирок, привагітності та годуванни грудьми, особам віком до 18 років, при одночасному застосуванні з карбамазепіном, рифампіцином, фенітоїном, варфарином, препаратами звіробою, антагоністами вітаміну K, та з вітаміном E.

## Форми випуску
Ібрутиніб випускається у вигляді желатинових капсул і таблеток по 0,07; 0,14; 0,28; 0,42 і 0,56 г.